# Vastadsjön
Vastadsjön är en sjö i Falkenbergs kommun i Halland och ingår i Suseåns huvudavrinningsområde.